# Гайковёрт

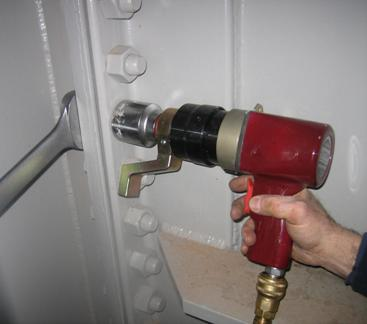
Гайковёрт с пневмодвигателем

Гайковёрт — ручной инструмент, предназначенный для закручивания и откручивания резьбовых соединений на болтах и гайках, а также для вкручивания и выкручивания глухарей и анкер-шурупов, в ряде случаев - с регулируемым крутящим моментом.

## По способу действия

### Гайковёрт пневматический
Пневматический гайковёрт применяется для работ, требующих точного момента затяжки. Используется при сборке крупных машин, грузовых автомобилей и в кораблестроении. Ударно-импульсный момент обеспечивает этим моделям гайковёрта большой крутящий момент. Позволяет разбирать старые болтовые соединения. Также массово применяется на станциях техобслуживания автомобилей.
Пневмогайковёрт состоит из корпуса. В корпусе гайковёрта размещен вал с квадратным сокетом для установки сменных головок.

## По исполнению
- Ручной
- Переносной
- Стационарный
- Самодвижущийся
- Автономный
- Бензиновый